# Scutum (Zecken)
Als Scutum (lat. für ‚Schild‘) bezeichnet man eine sklerosierte Rückenplatte auf dem Hauptrumpfabschnitt (Idiosoma) bei Zecken. Es ist eine zu den Skleriten gehörende Chitinbildung. Das Scutum ist charakteristisch für alle Entwicklungsstadien der Schildzecken und fehlt den Lederzecken. Es bedeckt bei Weibchen meist nur den vorderen Teil des Idiosomas, bei männlichen den gesamten Rücken. Bei einigen Gattungen weist das Scutum eine typische Zeichnung auf. Der übrige Teil des weiblichen Zeckenkörpers wird vom nicht sklerosierten Alloscutum bedeckt, welches bei nüchternen Weibchen häufig in Falten liegt. Dadurch können Zeckenweibchen eine größere Blutmahlzeit aufnehmen als Männchen.

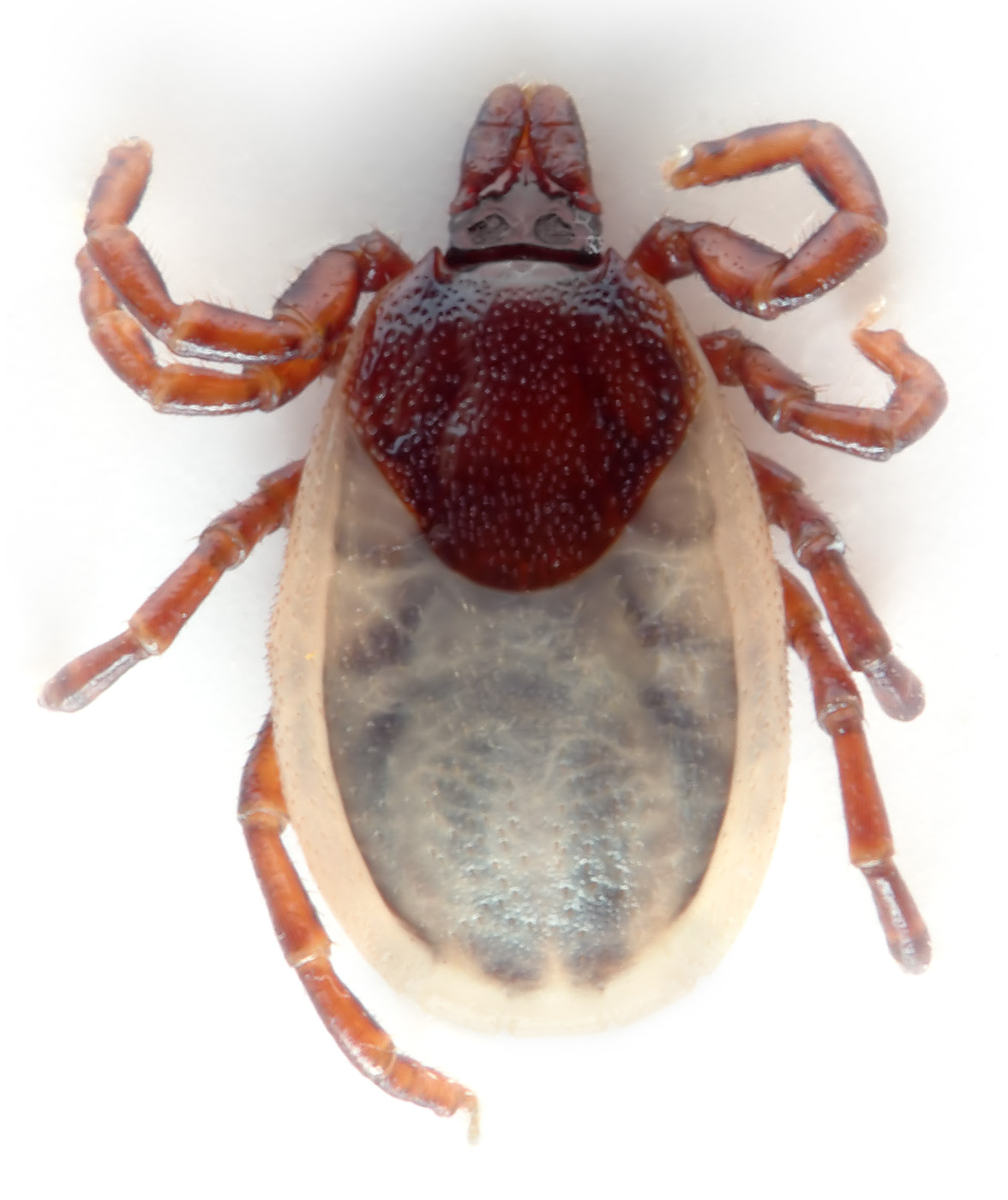
Weibliche Igelzecke mit bräunlichem Scutum, welches nur das vordere Drittel des Idiosomas bedeckt.
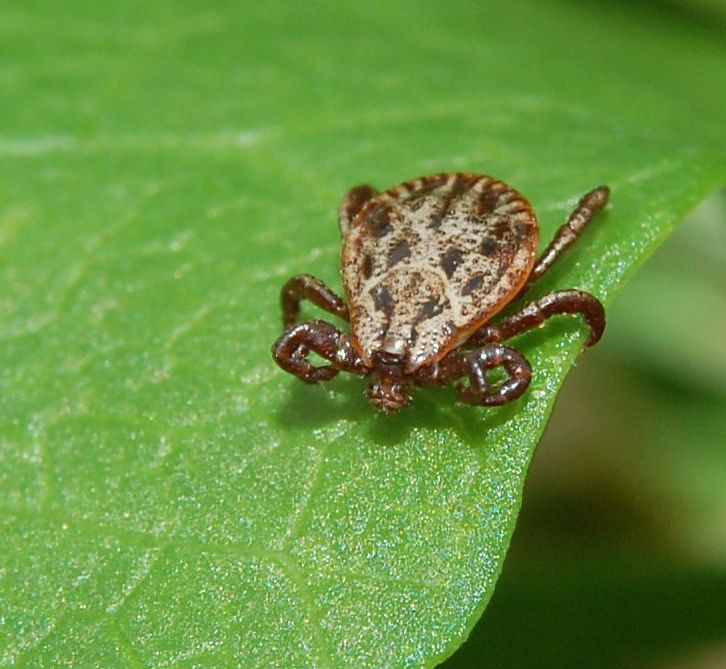
Männliche Wiesenzecke. Das Scutum bedeckt das ganze Idiosoma und ist weiß ornamentiert.